# Loi sur la république d'Irlande de 1948
 (juin 2024).
Si vous disposez d'ouvrages ou d'articles de référence ou si vous connaissez des sites web de qualité traitant du thème abordé ici, merci de compléter l'article en donnant les références utiles à sa vérifiabilité et en les liant à la section « Notes et références ».
La loi sur la république d'Irlande (en anglais : Republic of Ireland Act 1948, en irlandais : Acht Phoblacht na hÉireann) est une loi du Parlement d'Irlande adoptée en 1948 qui définit officiellement la forme politique de l'État irlandais fondé en 1922.

## Histoire
Le projet de loi est déposé au Parlement par le Premier ministre John Costello, du Fine Gael, en fonction depuis le 18 février 1948. Adoptée par l'Assemblée le 2 décembre suivant puis par le Sénat le 15 décembre, la loi est promulguée le 21 décembre par le président Seán O'Kelly.
Elle entre en vigueur le 18 avril 1949, lundi de Pâques, à l'occasion du 33e anniversaire de l'insurrection de 1916. 

## Effets juridiques
La loi ne change pas le nom officiel de l'État qui demeure « Irlande », mais reconnaît celui-ci comme une république, entérinant une situation de fait. Elle ne modifie pas non plus la Constitution de 1937 qui demeure en vigueur. 
Elle abroge la loi sur l'autorité exécutive de 1936 qui laissait au monarque britannique le rôle de chef de l'État irlandais pour les affaires étrangères et reconnaît le président de l'Irlande comme seul chef de l'État. Ce dernier est notamment investi du pouvoir d'accréditation des diplomates irlandais à l'étranger.
Enfin, elle ne mentionne pas non plus le Commonwealth britannique, qui dès ce moment ne reconnaît plus l'Irlande comme membre.